# Pamieris (przystanek kolejowy)
Pamieris – przystanek kolejowy w pobliżu miejscowości Pamieris, w rejonie koszedarskim, w okręgu kowieńskim, na Litwie. Położony jest na linii Wilno – Kowno.

## Historia
Przystanek powstał przed II wojną światową.